# Acqua in bocca (modo di dire)
Acqua in bocca è un modo di dire colloquiale della lingua italiana. Si utilizza per dire a qualcuno di non rivelare un segreto.

## Origine
Secondo il lessicografo Pirro Giacchi, autore del "Dizionario del vernacolo fiorentino" (1878), l'origine è da ricondurre alla storia di una donna devota ma dalla lingua lunga e maligna.
La donna in confessione pregò il prete di aiutarla a trovare una soluzione impedendole di peccare. Il religioso le fornì una boccetta d'acqua di pozzo, e suggerì alla donna di versare alcune gocce in bocca ogni qual volta sentisse la necessità di parlar male degli altri. La donna fece come prescritto ottenendo risultati straordinari. Arrivò addirittura a ritenere l'acqua miracolosa.
Un altro aspetto degno di nota è la constatazione che con la bocca piena d'acqua non si riesce a parlare.